# Satyrium stenopetalum
Satyrium stenopetalum är en orkidéart som beskrevs av John Lindley. Satyrium stenopetalum ingår i släktet Satyrium och familjen orkidéer.

## Underarter
Arten delas in i följande underarter:
- S. s. brevicalcaratum
- S. s. stenopetalum